# Whitesboro (Teksas)
Whitesboro – miasto w Stanach Zjednoczonych, w stanie Teksas, w hrabstwie Grayson.